# جيم دوران
جيم دوران (بالإنجليزية: Jim Doran)‏ هو لاعب كرة قدم أمريكية أمريكي، ولد في 11 أغسطس 1927 في بيافير في الولايات المتحدة، وتوفي في 30 يونيو 1994 في ليك سيتي في الولايات المتحدة.

## وصلات خارجية
- جيم دوران على موقع مرجع كرة القدم المحترفة.كوم (الإنجليزية)
- جيم دوران على موقع قاعة آيوا للمشاهير الرياضية (الإنجليزية)